# RPGツクール2003
『RPGツクール2003』（アールピージーツクールにせんさん）は、株式会社エンターブレインから発売されていたRPG制作ソフト。PC版のRPGツクールシリーズでは初めてサイドビュー方式の戦闘が採用された。

## 概要
基本的な概要についてはRPGツクールおよびRPGツクール2000を参照。
戦闘シーンの方式が、ドラゴンクエストシリーズで採用されているフロントビュー（敵を正面にした主人公の視点での表示）・ターン制バトルから、ファイナルファンタジーシリーズで採用されているサイドビュー（敵と主人公を第三者の視点で表示）・アクティブタイムバトルに変更された。
なお、基本的な仕様およびコンセプトは、RPGツクール2000と同じであるため、素材がそのまま利用出来る。また、RPGツクール2000で作られた作品をコンバートする事で、作品を比較的容易にRPGツクール2003に移行することも出来る。また、データベース上の制約の緩和（たとえば、2000では最高レベルが50までしか設定できなかったが、2003では99まで設定できるようになっている）、「職業」の概念の導入、各種イベントの強化・増加、自動生成ダンジョンの作成、検索機能など、ツールとしての機能はRPGツクール2000と比べて上回っていた。（自動作成したマップはコピーすれば2000での流用も可能）
一方で、発売当初は普通にプレイすることさえ不可能なほど致命的なバグが数多く存在していた（現在ではかなり改善されており、発売当初と比べてバグは大幅に解消されている）。また、（2000から除かれたものもあるが）データベースでの設定項目が大幅に増加、サイドビューバトルへの移行に伴い、主人公側の戦闘アニメをはじめとしたサイドビューバトル用の素材も必要になったため、全体的な素材の量も増加しており、製作の手間はRPGツクール2000と比べ、大幅に増加した。
RPGツクール2000の機能を大幅に拡張した廉価版、RPGツクール2000 VALUE!の販売に伴い、RPGツクール2003もVer. 1.05の段階でRPGツクール2000 VALUE!からのコンバートに対応された（これに伴い、基本的な仕様が2000 VALUE!と同程度に拡張されている）。ただし、2003の廉価版は販売されていない。現在はツクールWebのラインナップからも外されており、製品自体の製造・販売も終了してしまっている（アップデートファイルは公開されている）。
2015年4月24日以降、Steam及び海外版ツクール公式サイトにて公式英語版（RPG Maker 2003）が購入可能となった。こちらは有志の開発によりバージョンアップが進められており、対応するOSが増えた他、バグの修正、エンジンやエディタの機能の強化が行われている。ただし、パッケージ版に存在したサンプルゲームは同梱されておらず、入手できるのはエディタ本体のみである。
また、ユーザーがゲームエンジンに手を加えることが公式に認められており、日本語化や新しい機能の追加など、規約を逸脱しない範囲での自由な改変が可能となっている。

## ゲームアツマールへの対応
2021年5月3日に、ツクール作品投稿プラットフォームであるゲームアツマールに、RPGツクール2000とともに対応した。厳密にはeasyRPGを介した対応となる。

## 英語版での主な変更点

### ピクチャー関連の変更点
- 使用可能なピクチャーの枚数が50枚から1000枚に増加した。
- ピクチャーのID、ファイル名の末尾、透明度、拡大率の指定を変数で行えるようになった。
- 表示するレイヤーを「マップチップの下」「主人公と同じ」「文章ウィンドウの上」などの十段階に変更できるようになった。
- 戦闘中にも表示可能になった。
- 画面のシェイク、色調変更、フラッシュに影響を受けるかどうかを変更可能になった。
- スプライトシート機能の追加。「ピクチャーの表示」において、画像を指定した数に分割してそれぞれのパターンを個別に表示できるようになった（最大分割数は300*300）。表示するパターンは定数・変数で指定可能。
- 「ピクチャーの表示」で同じファイルを同じIDで表示する場合、画像のロードがスキップされるようになった。これにより、同じファイルを指定し続ける限り「ピクチャーの移動（ウェイト0.0秒）」と同じ挙動をするようになり、スプライトシート中の表示パターンを負荷なく変更することが可能である。
- 透明度が100%の際のCPU負荷が減少した。
- 拡大率が0〜2%のピクチャーを表示した状態で画面をスクロールした場合、「ゼロによる除算」というエラーが表示されクラッシュする不具合の修正。
- ピクチャの透明度指定の統合（上半分・下半分の区切りが無くなった）。
- 「文章の表示」によってピクチャの動作が阻害されないようになった。

### エディタ関連の変更点
- データベースやイベント編集画面などのウィンドウをリサイズできるようになった。
- 注釈の行数の上限及び一行に書ける文字数の上限が撤廃された。
- イベント編集画面の背景がストライプになり、イベントコマンドが色分けされるようになった。
- イベントコマンドをコピーした際にテキスト形式に変換されるようになり、メモ帳などにコピーしたイベントコマンドを貼り付けられるようになった（従来通りイベント編集画面に貼り付けることも可能）。
- アイテムやスキルなどの最大項目数が5000から9999に増加した。
- 使用可能なラベルのIDが100から1000に増加した。
- 素材管理からピクチャーをインポートする際のサイズ制限が撤廃された。

### エンジン関連の変更点
- フルスクリーンモードで比率が変わる、画面がぼける、動作が遅くなる不具合の修正。
- F5キーからビデオオプションを表示でき、画面サイズや描画オプション、ボリュームの変更などが行えるようになった。
- ウィンドウモードでの起動がデフォルトとなり、ウィンドウモードでの画面の拡大倍率が1〜4倍の間で変更できるようになった。
- マルチコアのPCで「キー入力の処理」を行った際に入力の取得が不安定になる問題が解消された。
- タイトル画面の表示を省略し、ゲームが開始するマップへ直接遷移することができるようになった。
- イベントコマンドに「ロード画面の表示」「戦闘のウェイト設定の切り替え」「フルスクリーンモードの切り替え」「ビデオオプションの表示」が追加された。
- 条件分岐に「セーブデータが存在する場合」「テストプレイモードの場合」「戦闘のウェイト設定がオンの場合」「フルスクリーンモードの場合」の分岐条件が追加された。
- DirectDrawの使用が廃止され、それを原因とするエラーが起きなくなった。
- デフォルトの戦闘システムにおいて、キャラクターのバトルタイムゲージが半分以下の場合、ゲージの溜まる速度が大幅に上昇するようになった（これによりゲージが左端からMAXになるまでの時間が日本版の約2分の1にまで短縮された）。
- 特定のキーが認識されない・入力され続けるバグの修正。
- ゲームをロードした時、セーブ時点で変更されていたマップチップがリセットされる不具合の修正。

## サンプルゲーム

### RPGツクール2003に収録されたサンプルゲーム
エターナルハーミット
エンターブレイン発行のテックウィンで連載されたRPG「エターナルハーミット」（『RPGツクール2000』にて制作）を『RPGツクール2003』用にコンバートした作品。仕様に合わせて戦闘がサイドビューに変更された以外は、内容はほぼ同じである。
- 第1話「霧降ヶ丘のTAROT」
- 第2話「霧降ヶ丘大パニック！妖怪軍団大襲来！！」
- 第3話「エターナルハーミット壊滅！？史上最大の作戦」
- 第4話「わらしべ！まつりで！大・乱・戦」
- 第5話「樹海！痛快！奇奇怪怪！還らずの森のサバイバルレース」
- 第6話「くもりのち晴れ、ところにより人類滅亡」

Trial
主人公のナイルが、一緒に住んでいる自分の育ての親でもある神様を助けるために頑張るストーリー。
ねこつかい
記憶喪失の主人公が言葉を話す雌猫と共に、全部で6つの「賢者の石」を集めながら旅をする。
ミニゲーム
『RPGツクール2003』で作られたミニゲームが収録されているミニゲーム集。『RPGツクール2000』のハンドブックのCD-ROMに収録された『いけいけダンジョン』や『アクションRPG』もアレンジされて移植されている。
俺の試練
俳優の宮島岳史による作品。莫大な経験値をもたらすという3つの宝物を求めて、冒険者たちがダンジョンに挑む。買い物の要素がなく、アイテムはダンジョンで拾うか、教会でアイテムを売ったときにお礼としてもらえるもの以外にない。また、サンプルゲームとしては唯一、自動生成ダンジョンが用いられている。

### ハンドブックサンプルゲーム
- ビックリ島戦記！
- エルシオーネ
- レブコメ

## 著名作
- ビキニスモーカー（2003年）
- ゆめにっき（2004年）
- twelve（2004年）
- Ahriman's Prophecy（2004年）
- 黒魔剣士アース魔石伝説（2004年）
- サイコ・プラトーン（2004年）
- Dominalance Other Ragnarok Dual Story（2005年）
- クリエイティブストーリー（2006年）
- OFF（2007年）
- 落葉の大地を走れ（2014年）